# Cheick Konaté
Cheick Oumar Konaté (Bamako, 2 aprile 2004) è un calciatore maliano, difensore del Clermont Foot.

## Carriera

### Club
Cresciuto nella JMG Academy di Bamako, il 13 ottobre 2022 viene acquistato dal Clermont Foot, firmando un contratto di durata quadriennale; il 19 febbraio 2023 ha esordito fra i professionisti, in occasione dell'incontro di Ligue 1 perso per 2-0 contro il Rennes.

### Nazionale
Il 19 novembre 2024 esordisce con il Mali nel successo per 6-0 contro l'eSwatini.

## Statistiche

### Presenze e reti nei club
Statistiche aggiornate al 19 marzo 2023.
| Stagione        | Squadra         | Campionato      | Campionato | Campionato | Coppe nazionali | Coppe nazionali | Coppe nazionali | Coppe continentali | Coppe continentali | Coppe continentali | Altre coppe | Altre coppe | Altre coppe | Totale | Totale |
| Stagione        | Squadra         | Comp            | Pres       | Reti       | Comp            | Pres            | Reti            | Comp               | Pres               | Reti               | Comp        | Pres        | Reti        | Pres   | Reti   |
| --------------- | --------------- | --------------- | ---------- | ---------- | --------------- | --------------- | --------------- | ------------------ | ------------------ | ------------------ | ----------- | ----------- | ----------- | ------ | ------ |
| ott. 2022-2023  | Clermont Foot 2 | N3              | 2          | 0          |                 | -               | -               |                    | -                  | -                  |             | -           | -           | 2      | 0      |
| ott. 2022-2023  | Clermont Foot   | L1              | 5          | 0          | CF              | 0               | 0               |                    | -                  | -                  |             | -           | -           | 5      | 0      |
| Totale carriera | Totale carriera | Totale carriera | 7          | 0          |                 | 0               | 0               |                    | -                  | -                  |             | -           | -           | 7      | 0      |